# Блум, Джером
Джером Блум (англ. Jerome Blum; 27 апреля 1913[…], Балтимор — 7 мая 1993[…], Балтимор) — американский историк, историк экономики, специализировался по истории сельского хозяйства, особенно Центральной и Восточной Европы. Доктор (1947). С 1947 года был ассоциирован с Принстоном, именной профессор (эмерит), являлся заведующим кафедрою истории в 1960-х годах. Член Амер. акад. искусств и наук (1976).
Автор получившей признание работы Lord and Peasant in Russia (1961), удостоенной Herbert Baxter Adams Prize (1962).
Выпускник Университета Джонса Хопкинса 1933 года, там же получил докторскую степень в 1947 году (под началом Фредерика Лейна). В том же году устроился преподавателем в Принстон, где в 1961 году стал фул-профессором истории и до 1967 года являлся заведующим кафедрою истории. Именной профессор (Henry Charles Lea Professor) истории с 1966 года, с 1981 года эмерит.
Во время Второй мировой войны четыре года отслужил в армии США в полевой артиллерии, прошел путь от рядового до капитана.
Умер от рака в University of Maryland Medical Center. Остались брат и две сестры.
Специализировался по аграрным структурам и обществу в Центральной и Восточной Европе.

## Книги
- Noble Landowners and Agriculture in Austria: 1815—1848 (Johns Hopkins, 1947)
- Lord and Peasant in Russia[англ.], from the Ninth to the Nineteenth Century (Princeton University Press, 1961)
  - Барин и крестьянин в России IX—XIX веков : влияние исторических событий на земельные отношения во времена Киевской Руси, в монгольский период и последние 150 лет крепостного права. / Пер. с англ. О. И. Лапиковой. — М. : Центрполиграф, 2025. — 574, [1] с. : ил. ISBN 978-5-9524-6098-0
- The Emergence of the European World (1966)
- The European World since 1815: Triumph and Transition (1970)
- The End of the Old Order in Rural Europe (Princeton, 1978) {Рец.: Eugen Weber, George Rudé[англ.], , }
- Our Forgotten Past: Seven Centuries of Life on the Land (1982)
- In the Beginning: The Advent of the Modern Age: Europe in the 1840s (1994)